# Ncurses
ncurses (new curses) — бібліотека, яка реалізує API, що дозволяє програмісту створювати текстовий інтерфейс користувача для керуванням вводом-виводом на термінал в режимі консольного застосування. Це набір інструментів для розробки інтерфейсів, подібних до графічних програмних застосунків в режимі термінала. Вона оптимізована для роботи при зміні розмірів екрану, для зменшення затримки, яка виникає при використанні віддалених командних оболонок Unix.

## Історія
Літера N в назві ncurses походить від англійського слова new (новий). Це тому що бібліотека ncurses є безкоштовною бібліотекою, яка є послідовником (копією) бібліотеки System V Release 4.0 (SVr4) curses, яка в свою чергу була вдосконаленою бібліотекою на базі класичної 4.4 BSD curses, яка припинила своє існування. Стандарт XSI Curses використовувався X/Open безпосередньо і розроблювався для System V.

## Використання бібліотеки ncurses
Для того, щоб зібрати свою C/C++ програму з використанням бібліотеки ncurses/curses 
вам необхідно підключити файл заголовку <curses.h>. Для ncurses, ви можете користуватися або <curses.h> або <ncurses.h>. 
На деяких системах, можна зібрати лише з підключенням заголовку <ncurses.h>.
```
#include
 
<curses.h>

```

Для лінкування програми необхідно задати опцію компілятора -lcurses або -lncurses, у вигляді
```
gcc
 
-
lncurses
 
prog
.
c

```

### Ініціалізація
Перш ніж використовувати будь-які інші процедури, необхідно здійснити виклик процедури initscr().
```
initscr
();

```

Якщо ваша програма буде працювати на декількох терміналах, замість неї слід викликати newterm.
Перед тим як відбудеться завершення програми потрібно визвати процедуру endwin() для відновлення параметрів терміналу.

### Приклад мінімальної програми
В програмі використовується версія бібліотеки Ncurses, яка має підтримку юнікоду. Для роботи з нею треба встановити флаг компілятора -lncursesw
```
#include
 
<ncursesw/curses.h>

#include
 
<locale.h>

#define COLOR_BLUE_YELLOW 1

int
 
main
(
int
 
argc
,
 
char
 
*
argv
[])

{

    
setlocale
(
LC_ALL
,
 
""
);
 
// Включення підтримки юнікод

    
// Ініціалізація ncurses (зчитування конфігурації термінала)

    
WINDOW
 
*
stdscr
 
=
 
initscr
();

    
// Ініціалізація кольорового режиму і створення пари кольорів для фону і тексту

    
start_color
();

    
init_pair
(
COLOR_BLUE_YELLOW
,
 
COLOR_YELLOW
,
 
COLOR_BLUE
);

    
// Початок відображення в заданому кольоровому режимі

    
attron
(
COLOR_PAIR
(
COLOR_BLUE_YELLOW
));

    
//COLOR_YELLOW фактично є коричневим. Для того щоб отримати жовтий, використовують COLOR_YELLOW 

    
//в поєднанні з атрибутом A_BOLD.

    
attron
(
A_BOLD
);

    
printw
(
"Текст має вивестись жовтим кольором на синьому фоні!
\n
"
);

    
attroff
(
A_BOLD
);

    
// Вивести текст без налаштування кольору

    
attroff
(
COLOR_PAIR
(
1
));

    
printw
(
"Натисніть будь-яку клавішу для виходу
\n
"
);

    
// Оновлення екрану

    
refresh
();

    
// Очікування натиснення клавіші перед завершенням програми

    
getch
();

    
// Відновлення початкового налаштування терміналу

    
endwin
();

}

```